# メデザーノ
メデザーノ（伊: Medesano）は、イタリア共和国エミリア＝ロマーニャ州パルマ県にある、人口約11,000人の基礎自治体（コムーネ）。

## 地理

### 位置・広がり

#### 隣接コムーネ
隣接するコムーネは以下の通り。
- コッレッキオ
- フィデンツァ
- フォルノーヴォ・ディ・ターロ
- ノチェート
- ペッレグリーノ・パルメンセ
- サルソマッジョーレ・テルメ
- ヴァラーノ・デ・メレガーリ

### 気候分類・地震分類
メデザーノにおけるイタリアの気候分類 (it) および度日は、zona E, 2631 GGである。
また、イタリアの地震リスク階級 (it) では、zona 3 (sismicità bassa) に分類される。

## 行政

### 分離集落
メデザーノには以下の分離集落（フラツィオーネ）がある。
- Arduini, Ca' Bernini, Ca' Dordone, Ca' Rettori, Case Caselli, Cavicchiolo, Costa Cavalli, Felegara, Ferrari, La Carnevala, Mezzadri, Miano, Ramiola, Roccalanzona, Sant'Andrea Bagni, Santa Lucia, Troilo, Varano dei Marchesi, Visiano